# Sanctus Virgilius Hockeyclub Dopie
Sanctus Virgilius Hockeyclub Dopie is een studentenhockeyclub uit Delft. De naam Dopie is de afkorting van DOe Potdomme IEts.

## Geschiedenis
Op 14 oktober 1946 werd de Sanctus Virgilius Hockey Club Dopie (DOe Potdomme IEts) opgericht door de heren Daamen, Crul en Knol en begon Dopie met 67 leden aan haar eerste jaar. In die eerste jaren nam Dopie nog geen deel aan de competitie van de KNHB, maar werd er uitsluitend gehockeyd tegen zusterverenigingen van het AHC en tegen ander studenten hockeyclubs in Delft. Na één jaar Dopie kon, met trots, worden vastgesteld dat Dopie nog ongeslagen was.
Na zeven jaar lang tegen andere studenten te hebben gespeeld, wilde Dopie graag gaan meedoen aan de landelijke competities van de KNHB. Zo gebeurde het dat in het seizoen 1954-1955 verscheidene teams bij Ring Pass in Delft en Groen Geel in Wassenaar gingen meespelen in de competitie. Niet veel later verhuisde ook de Ring Pass Dopie-eftallen naar Groen Geel, waar Dopie gedurende de volgende 23 jaar onder de naam van Groen Geel heeft mogen spelen. In deze Groen Geel elftallen waren uitsluitend Dopianen vertegenwoordigd. De samenwerking tussen Groen Geel en Dopie is in al die jaren door beide verenigingen als zeer positief ervaren.
In al die jaren bleef Dopie proberen om het lidmaatschap van de KNHB te verkrijgen wat uiteindelijk in 1980 dan ook lukte. Vanaf het seizoen 1980-1981 waren de Dopianen dan ook in hun eigen lichtblauwe tenue op de Roggewoning te vinden. Voorwaarde voor het verkrijgen van het lidmaatschap van de bond was dat Dopie binnen drie jaar haar wedstrijden kon spelen op een eigen complex. Met behulp van de sportstichting van de technische hogeschool werd dit mogelijk en in 1983 had Dopie één veld tot haar beschikking op het sportcentrum.
In de jaren daarna heeft Dopie een goede band onderhouden met een andere Delftse vereniging, namelijk Hudito, waar zij nog vele jaren dankbaar gebruikmaakt van de velden van Hudito. De laatste twintig jaar echter speelt Dopie haar thuiswedstrijden uitsluitend nog op het Sportcentrum van de TU Delft.
Momenteel bestaat Dopie uit zeven herenteams en zes damesteams.